# Gianlorenzo Pacini
Gianlorenzo Pacini (Roma, 30 aprile 1930 – Arezzo, 27 marzo 2021) è stato uno slavista e traduttore italiano, docente di letteratura russa presso l'Università di Siena e già insegnante a Lecce, Urbino e alla Sapienza di Roma.
Fra gli autori da lui curati, figurano Dostoevskij, Nietzsche, Tolstoj, Andreev, Korolenko e Gor'kij.